# Кім Дайректор
Кім Дайректор (англ. Kim Director; * 13 листопада 1977, штат Флорида, США) — американська акторка.

## Біографія
Навчалась в Університеті Карнегі-Меллон (англ. Carnegie Mellon University) на акторському факультеті, де здобула ступінь бакалавра.
Вперше зіграла у фільмі режисера Спайка Лі (англ. "Spike Lee") «Його гра» (англ. "He got game"), який вийшов на екрани у 1998 році. Загалом знялась у п'яти фільмах цього режисера.
Найбільшої популярності здобула, знявшись у фільмі режисера Джо Берлінджера (англ. Joe Berlinger) «Книга тіней: Відьма з Блер 2» (англ. "Book of Shadows: Blair Witch 2") у ролі дівчини-готеси Кім Даймонд (англ. Kim Diamond). Готуючись до цієї ролі, відвідувала готичні вечірки і отримала запрошення на участь у готик-фестивалі.
Серед епізодичних ролей слід зазначити зйомки у телевізійних шоу «Секс і місто», «Закон і порядок».

## Фільмографія
- Його гра (He Got Game) (1998)
- Літо Сема (Summer of Sam) (1999)
- Посміховисько (Bamboozled) (2000)
- Книга тіней: Відьма з Блер 2 (Book of Shadows: Blair Witch 2) (2000)
- Непередбаченні (Unforeseen) (2002)
- Весілля Тоні і Тіни (Tony 'n' Tina's Wedding) (2004)
- Вона ненавидить мене (She Hate Me) (2004)
- Вечірка Чарлі (Charlie's Party) (2005)
- Будь вільний або помри (Live Free or Die) (2006)
- Не впіймали — не злодій (Inside Man) (2006)
- Злочин (A Crime) (2006)
- Спліт (Split) (2017)